# Theodore Unit
Theodore Unit – pochodząca ze Staten Island (Nowy Jork) grupa hip-hopowa powiązana z Wu-Tang Clan. W obecny skład zespołu wchodzą Ghostface Killah (Wu-Tang Clan), Trife Da God, Shawn Wigz, Sun God (syn Ghostface Killah), Cappadonna (Wu-Family). Nazwa "Theodore" pochodzi od słów "The Open Door".

## Dyskografia
Album
- 718 (2004)